# Luc Jacquet
Luc Jacquet (Bourg-en-Bresse, 5 dicembre 1967) è un regista francese.

## Carriera
Prima di intraprendere la carriera di regista, Luc Jacquet è stato un biologo.
Ha realizzato molteplici documentari per la televisione con gli animali come soggetto, come Sotto il segno del serpente del 2004.

Il suo successo è cominciato soprattutto quando è uscito nei cinema La marcia dei Pinguini, di cui egli è stato ideatore, sceneggiatore e regista. Questo film-documentario ha guadagnato l'Oscar come miglior film documentario il 5 marzo 2006, durante la 78ª cerimonia degli Oscar a Hollywood.

Nel 2007 è uscito il suo secondo film: La volpe e la bambina, uscito in Italia il 21 marzo 2008.
Nel 2015 Il ghiaccio e il cielo viene scelto come film di chiusura della 68ª edizione del Festival di Cannes.

## Filmografia

### Cinema
- La marcia dei pinguini (La Marche de l'empereur) (2005)
- La volpe e la bambina (Le Renard et l'enfant) (2007)
- Il était une forêt (2013)
- La glace et le ciel (2015)
- La marcia dei pinguini - Il richiamo (La Marche de l'empereur - L'appel de l'Antarctique) (2017)
- Botanist Francis Hallé Explains... (2017)
- Viaggio al Polo Sud (Voyage au pôle Sud) (2023)

### Televisione
- Une plage et trop de manchots – film TV (2001)
- Sous le signe du serpent – film TV (2004)
- Des manchots et des hommes – film TV (2004) diretto con Jérôme Maison